# Municipio di Olomouc
Il Municipio, in ceco Radnice, è l'edificio che ospita il Consiglio municipale della città di Olomouc, in Repubblica Ceca.
Sorge sulla centrale Piazza Superiore, Horní náměstí e rappresenta uno dei maggiori monumenti cittadini.

## Storia e descrizione

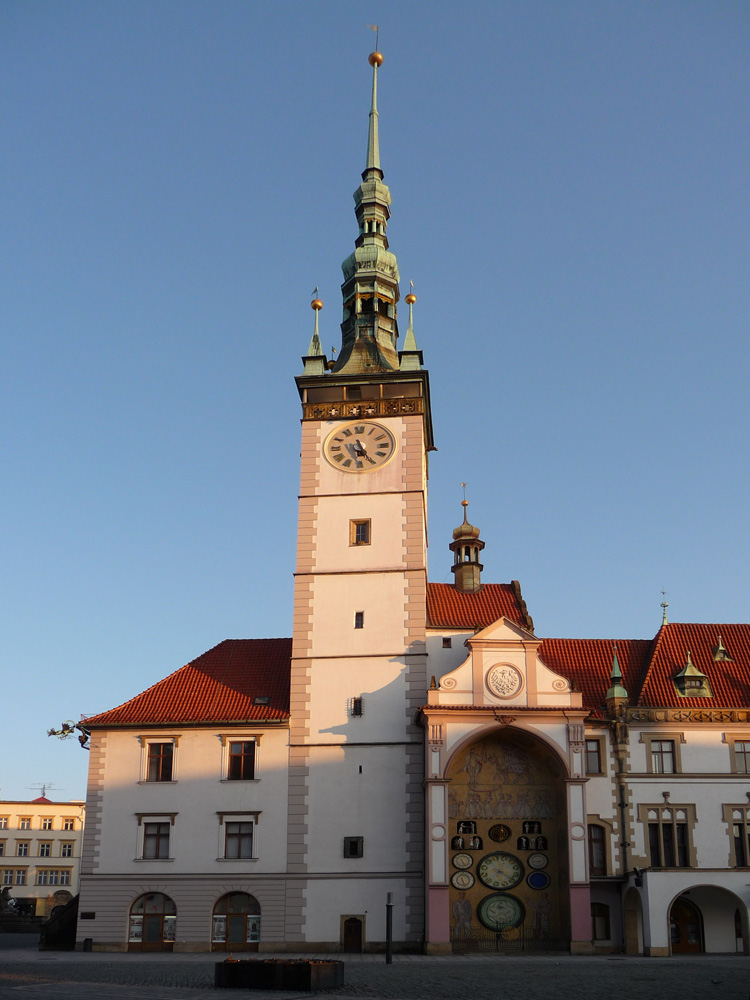
La Torre civica con lOrologio astronomico.

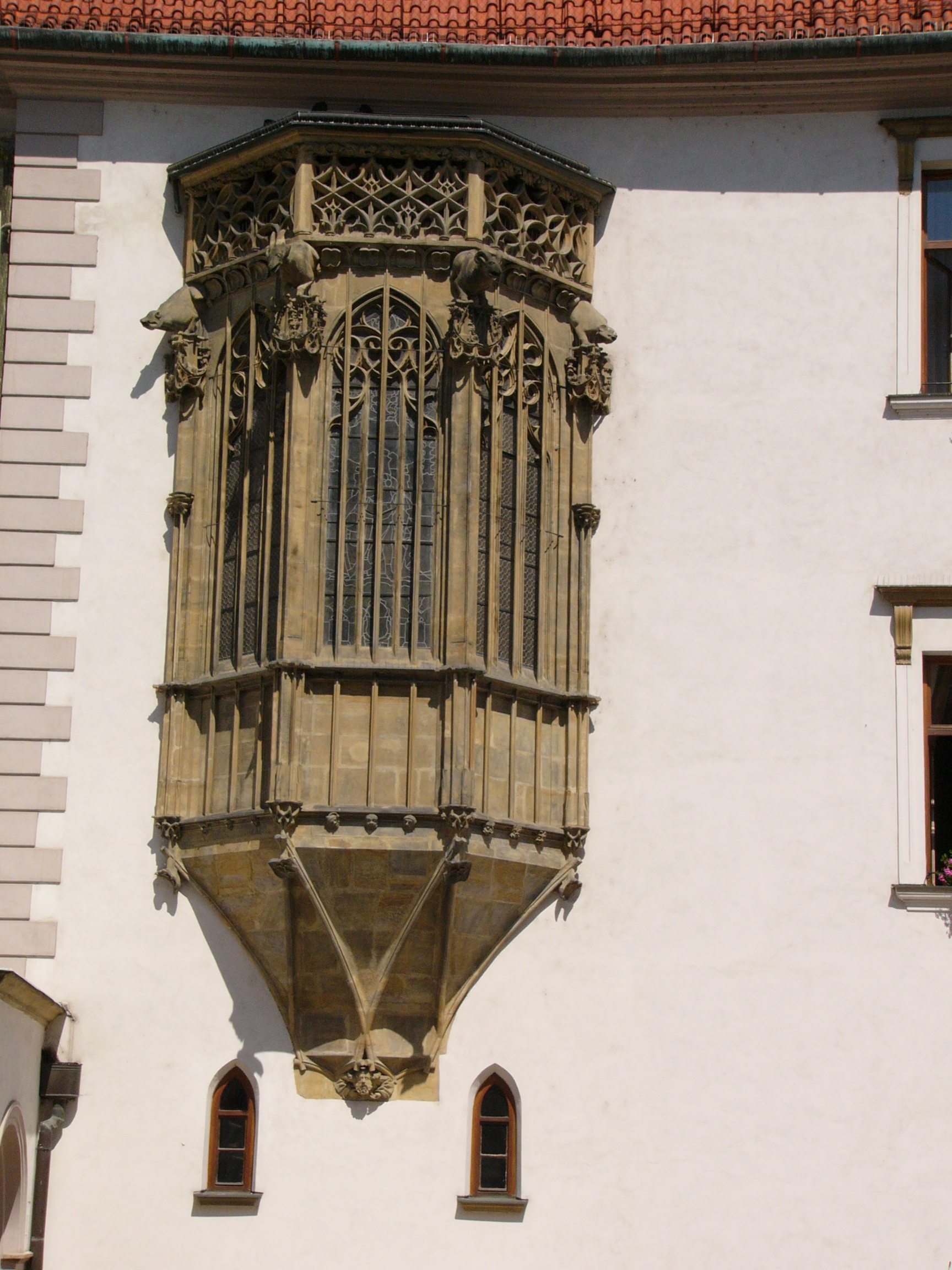
Il bovindo della Cappella di San Girolamo.

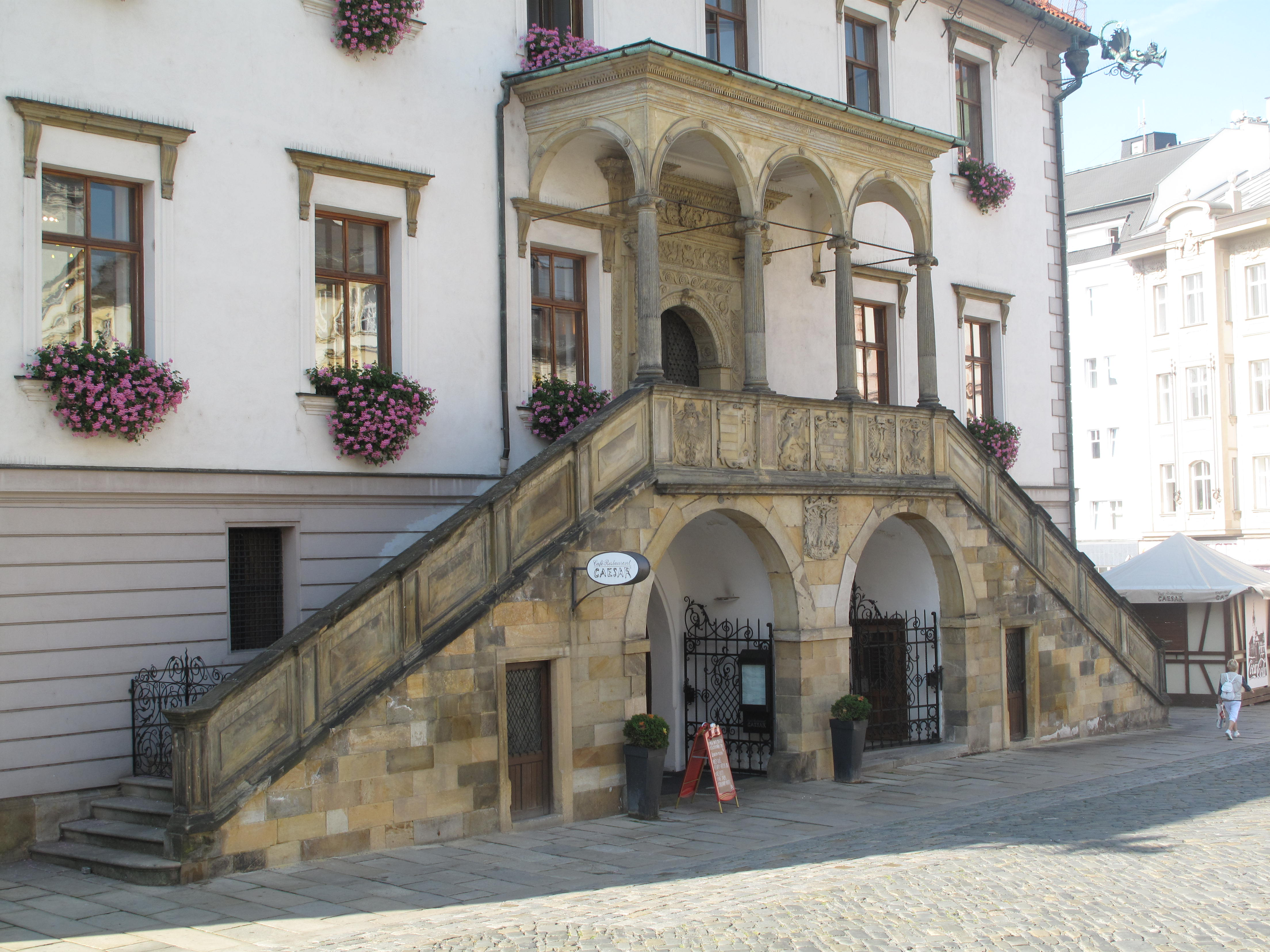
La scala rinascimentale.

Nel 1261 la città ricevette i Diritti civici dal re Ottocaro II di Boemia, i quali permisero la costruzione di un primo palazzo comunale. 
Successivamente, nel 1378, il margravio Jobst di Moravia posa la prima pietra per la costruzione di un nuovo edificio in stile gotico. Nel 1410-11 venne terminata la struttura lignea, ma nel 1415 i lavori dovettero arrestarsi a causa della mancanza di fondi spesi per difendersi dalle Guerre hussite, e nel 1417 il municipio s'incendiò.
Nel 1420 il cantiere riprese con la costruzione degli edifici in pietra del palazzo, della torre civica e dell'orologio astronomico. Il municipio venne terminato nel 1443 e la torre verrà completata con la copertura verso la metà del XV secolo.
Già nel 1474 il municipio viene ampliato con la costruzione della grande sala gotica dei Cavalieri e nel 1488 si procedette con la costruzione della tardogotica Cappella di San Girolamo col caratteristico bovindo a sporto; poi consacrata nel 1491.
Nel 1529 viene ricostruita la Sala del Consiglio, conservando l'originale portale orientale. 
Nel 1591-92 lo scultore Hans Jost realizza la bella scala rinascimentale nel lato settentrionale. Poggia su due arcate terrene e è sormontata da un'aerea loggia che conduce a un ricco portale. Sul lato sud-ovest è la Fontana di Igea.
Tra il 1601 e il 1607 si pose mano alla torre con la costruzione della loggetta rinascimentale e della guglia, alzandola fino ai 75 metri d'altezza odierni.
Dal 1849 al 1899 il palazzo fu la sede del Tribunale regionale, e tra il 1898 e il 1904 vennero rimossi gli interventi barocchi. Venne completamente restaurato negli anni '90 del XX secolo.

## L'Orologio astronomico
Secondo la tradizione, l'Orologio astronomico di Olomouc venne realizzato fra il 1419 e il 1422 da un orologiaio poi accecato alfine che non potesse ricostruirne uno simile altrove.
Tuttavia non sembra che il municipio avesse disposto di uno spazio adeguato ad accogliere questa macchina fino a verso il 1474, e le prime fonti scritte risalgono solo al 1519 quando Štěpán Taurin lo menzionò in una sua canzone umanistica.
L'orologio venne nel corso dei secoli restaurato e modificato, ma andò, purtroppo, completamente distrutto nella Seconda guerra mondiale, per poi essere ricostruito nelle forme attuali nel 1947-51 dal mastro orologiaio Karel Svolinský.